# Commandant Bory
Pour le navire du même nom en service entre 1912 et 1926, voir Commandant Bory (contre-torpilleur).
Le Commandant Bory est un aviso de la classe Élan de la Marine nationale.
Son indicatif visuel a été A11 puis F740 après la guerre..

## Service actif
Il est lancé le 26 janvier 1939 et entre en service en septembre 1939. Il reste fidèle à la marine de Vichy à partir du 25 juin 1940 avant de rejoindre les Forces navales françaises libres (FNFL) en novembre 1942.
Il est retiré du service le 17 février 1953.